# Municipio de Union (condado de Scioto)
El municipio de Union (en inglés: Union Township) es un municipio ubicado en el condado de Scioto en el estado estadounidense de Ohio. En el año 2010 tenía una población de 2241 habitantes y una densidad poblacional de 17,26 personas por km².

## Geografía
El municipio de Union se encuentra ubicado en las coordenadas 38°49′38″N 83°7′1″O / 38.82722, -83.11694. Según la Oficina del Censo de los Estados Unidos, el municipio tiene una superficie total de 129.82 km², de la cual 129,26 km² corresponden a tierra firme y (0,43 %) 0,56 km² es agua.

## Demografía
Según el censo de 2010, había 2241 personas residiendo en el municipio de Union. La densidad de población era de 17,26 hab./km². De los 2241 habitantes, el municipio de Union estaba compuesto por el 98,13 % blancos, el 0,04 % eran afroamericanos, el 0,76 % eran amerindios, el 0,04 % eran asiáticos, el 0,22 % eran de otras razas y el 0,8 % eran de una mezcla de razas. Del total de la población el 0,76 % eran hispanos o latinos de cualquier raza.